# Нью-Йорк-Мілс (Міннесота)
Нью-Йорк-Мілс (англ. New York Mills) — місто (англ. city) в США, в окрузі Оттер-Тейл штату Міннесота. Населення — 1294 особи (2020).

## Географія
Нью-Йорк-Мілс розташований за координатами 46°31′11″ пн. ш. 95°22′22″ зх. д. / 46.51972° пн. ш. 95.37278° зх. д. (46.519630, -95.372780).  За даними Бюро перепису населення США в 2010 році місто мало площу 3,37 км², з яких 3,36 км² — суходіл та 0,01 км² — водойми.

## Демографія
Згідно з переписом 2010 року, у місті мешкало 1199 осіб у 533 домогосподарствах у складі 287 родин. Густота населення становила 356 осіб/км².  Було 602 помешкання (179/км²).
Расовий склад населення:
| - 94,8 % — білих - 1,8 % — корінних американців - 0,3 % — чорних або афроамериканців |

До двох чи більше рас належало 2,8 %. Частка іспаномовних становила 1,8 % від усіх жителів.
За віковим діапазоном населення розподілялося таким чином: 23,9 % — особи молодші 18 років, 53,6 % — особи у віці 18—64 років, 22,5 % — особи у віці 65 років та старші. Медіана віку мешканця становила 38,9 року. На 100 осіб жіночої статі у місті припадало 85,0 чоловіків;  на 100 жінок у віці від 18 років та старших — 83,1 чоловіків також старших 18 років.
Середній дохід на одне домашнє господарство  становив 45 026 доларів США (медіана — 38 854), а середній дохід на одну сім'ю — 53 090 доларів (медіана — 51 458). Медіана доходів становила 38 250 доларів для чоловіків та 29 583 долари для жінок. За межею бідності перебувало 12,7 % осіб, у тому числі 7,3 % дітей у віці до 18 років та 9,3 % осіб у віці 65 років та старших.
Цивільне працевлаштоване населення становило 724 особи. Основні галузі зайнятості: освіта, охорона здоров'я та соціальна допомога — 28,7 %, виробництво — 20,6 %, роздрібна торгівля — 9,4 %, мистецтво, розваги та відпочинок — 9,4 %.